# Ryszard Szołwiński
Ryszard Szołwiński (ur. 20 listopada 1920 w Warszawie, zm. 21 stycznia 2003 tamże) – polski działacz społeczny, historyk.

## Życiorys

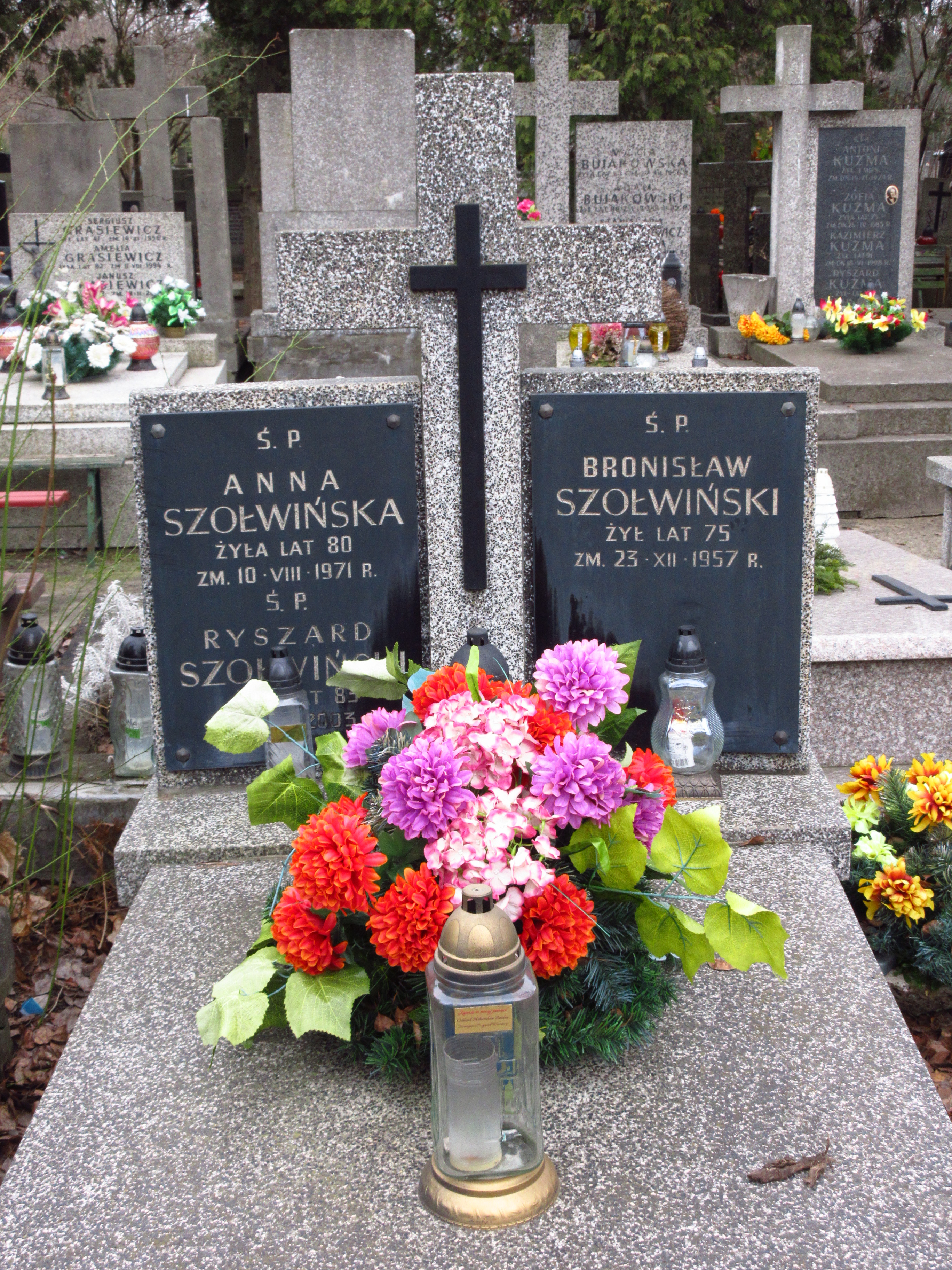
Grób Ryszarda Szołwińskiego na Cmentarzu Bródnowskim.

Historyk regionalista związany z Warszawą, wybitny znawca historii Pragi, Bródna i Targówka, zaangażowany w działalność Towarzystwa Opieki nad Zabytkami i Towarzystwa Przyjaciół Warszawy. Ryszard Szołwiński zainicjował powstanie Towarzystwa Przyjaciół Warszawy, w 1981 zorganizował Komitet Opieki nad Cmentarzem Bródnowskim, a w 1982 Towarzystwo Przyjaciół Bródna, które weszło w struktury Towarzystwa Przyjaciół Warszawy. Zainicjował i był współautorem publikacji historycznych m.in. Bródno i okolice w pamiętnikach mieszkańców oraz przewodnik biograficzny po Cmentarzu Bródnowskim, jego felietony ukazywały się w prasie lokalnej. Doprowadził do upamiętnienia i konserwacji terenów grodziska średniowiecznego w Lasku Bródnowskim. Pochowany na Cmentarzu Bródnowskim (kw. 95B, rząd 4, grób 25).